# Tekatirirake Village
Tekatirirake Village är en ort i Kiribati.   Den ligger i örådet Abemama och ögruppen Gilbertöarna, i den sydöstra delen av landet, 140 km sydost om huvudstaden Tarawa. Tekatirirake Village ligger 6 meter över havet och antalet invånare är 486.
Terrängen runt Tekatirirake Village är mycket platt.  Närmaste större samhälle är Tabiang Village, 4,7 km nordväst om Tekatirirake Village. 